# 片基夫卡 (托馬什皮利區)
48°34′47″N 28°25′8″E / 48.57972°N 28.41889°E
片基夫卡（烏克蘭語：Пеньківка）是位於烏克蘭西南部文尼察州裏圖利欽區的村莊，始建於1750年，面積3.12平方公里，海拔高度248米，2001年人口544，人口密度每平方公里174.36人。